# David Gillick
David Gillick (ur. 9 lipca 1983 w Dublinie) – irlandzki lekkoatleta, sprinter, olimpijczyk.
Największe sukcesy odnosił w biegu na 400 metrów:
- złoty medal Halowych Mistrzostw Europy w Lekkoatletyce (Madryt 2005)
- złoto podczas Halowych Mistrzostw Europy w Lekkoatletyce (Birmingham 2007)

Gillick był również najmocniejszym punktem irlandzkiej sztafety 4 × 400 metrów, która ma w dorobku brązowy medal Halowych Mistrzostw Świata w Lekkoatletyce (Budapeszt 2004).
- 5. miejsce podczas halowych mistrzostw świata (Doha 2010)

## Rekordy życiowe
- bieg na 400 metrów – 44,77 (2009); rekord Irlandii
- bieg na 400 metrów (hala) – 45,52 (2007 & 2010); rekord Irlandii